# São Pedro do Sul (Portugal)
São Pedro do Sul es un municipio portugués del distrito Viseu, região Centro y comunidad intermunicipal de Viseu Dão-Lafões, con cerca de 4000 habitantes.

## Geografía
Es sede de un municipio con 348,68 km² de área y 15 137 habitantes (2021), subdividido en catorce freguesias. El municipio está limitado al nordeste por Castro Daire, al sureste por Viseu, al sur por Vouzela, al sur y oeste por Oliveira de Frades (territorio norte), al oeste por Vale de Cambra y al noroeste por Arouca. El concello fue creado en 1836 por la división del antiguo municipio de Lafões, del que sólo era una de sus dos sedes, conjuntamente con Vouzela.

## Demografía
| Gráfica de evolución demográfica de São Pedro do Sul entre 1864 y 2021 |
|                                                                        |
| Datos según el nomenclátor publicado por el INE portugués.             |

## Organización territorial
El municipio de São Pedro do Sul está formado por catorce freguesias:
- Bordonhos
- Carvalhais e Candal
- Figueiredo de Alva
- Manhouce
- Pindelo dos Milagres
- Pinho
- Santa Cruz da Trapa e São Cristóvão de Lafões
- São Félix
- São Martinho das Moitas e Covas do Rio
- São Pedro do Sul, Várzea e Baiões
- Serrazes
- Sul
- Valadares
- Vila Maior